# Зорька Креуса

Зорька Креуса (лат. Euchloe creusa) — вид дневных бабочек семейства белянки (бабочки) (Pieridae).

## Описание
Длина переднего крыла: 15-21 мм. Размах крыльев 29-39 мм. Половой диморфизм выражен слабо. Представители обоих полов белые с хорошо заметным продолговатым дискальным пятном и крупным апикальным пятном, содержащим внутри белые мазки. Низ заднего крыла с яркими желто-серыми полями и линиями на белом фоне, образующими тонкий мраморный рисунок.
Фоновый цвет крыльев ц самцов — белый, тёмный рисунок на крыльях — не контрастный. Прикорневая часть крыльев с чёрным напылением. Затемнение на вершине переднего крыла пятнисто-зубчатое, у вершины центральной ячейки находится узкое черноватое пятно. Сквозь фон задних крыльев слабо просвечивается пятнистый рисунок нижней стороны крыльев.
Фоновый цвет крыльев у самок также белый или кремово-белый, с имеющимся налётом из тёмных чешуек. Тёмный рисунок на крыльях гораздо обширнее. С нижней стороны вершина передних крыльев серовато-зеленоватая, передний край крыла крапчатый. Нижняя сторона заднего крыла серовато-зеленого цвета, с белыми пятнами-мазками, штрихами и мелкими пестринами различных размеров.

## Ареал
Россия: от Алтая до Чукотки, а также Северная Америка. В горах поднимается до 2500 м над уровнем моря.

## Биология
Развивается в одном поколении за год. Встречаются нечасто. Время лёта в мае — июне, в горных местностях — с июня до середины июля. Гусеницы питается на цветках и семенах крестоцветных. Зимует куколка.